# Aserbaidschanischer Fußballpokal 2009/10
Der Aserbaidschanischer Fußballpokal 2009/10 war die 18. Austragung des Pokalwettbewerbs im Fußball in Aserbaidschan. Pokalsieger wurde der FK Baku, der sich im Finale gegen den FK Xəzər Lənkəran mit 2:1 durchsetzte. Durch den Sieg qualifizierte sich der FK Baku für die 2. Qualifikationsrunde der UEFA Europa League 2010/11.

## Modus
Bis zum Halbfinale wurden die Sieger in Hin- und Rückspiel ermittelt. Bei Torgleichstand in beiden Spielen zählte zunächst die größere Zahl der auswärts erzielten Tore; gab es auch hierbei einen Gleichstand, wurde das Rückspiel verlängert und ggf. ein Elfmeterschießen zur Entscheidung ausgetragen.

## Teilnehmer
| Premyer Liqası (12)                                         | Premyer Liqası (12)                                                   | Premyer Liqası (12)                                                             | Birinci Divizionu (8)                                          | Birinci Divizionu (8)                                                       |
| ----------------------------------------------------------- | --------------------------------------------------------------------- | ------------------------------------------------------------------------------- | -------------------------------------------------------------- | --------------------------------------------------------------------------- |
| - FK Baku - İnter Baku - FK Karvan Yevlax - FK Muğan Salyan | - Neftçi Baku PFK - FK Olimpik-Şuvəlan - FK Qarabağ Ağdam - FK Qəbələ | - PFK Simurq Zaqatala - Standard Sumqayıt - PFK Turan Tovuz - FK Xəzər Lənkəran | - MTK Araz İmişli - Bakılı Baku PFK - FK Gəncə - MOİK Baku PFK | - ANŞAD-Petrol Neftçala - Neftçi İSM Baku - Rəvan Baku FK - FK Şahdağ-Samur |

## 1. Runde
In dieser Runde nahmen acht Zweitligisten teil.
| Datum             |                            | Gesamt |                      | Hinspiel | Rückspiel |
| ----------------- | -------------------------- | ------ | -------------------- | -------- | --------- |
| 17.09./22.09.2009 | FK Gəncə (II)              | 3:1    | Rəvan Baku FK (II)   | 1:1      | 2:0       |
| 17.09./22.09.2009 | ANŞAD-Petrol Neftçala (II) | 3:4    | FK Şahdağ-Samur (II) | 1:1      | 2:3       |
| 17.09./22.09.2009 | MTK Araz İmişli (II)       | 2:5    | Bakılı Baku PFK (II) | 1:3      | 1:2       |
| 17.09./22.09.2009 | MOİK Baku PFK (II)         | 2:3    | Neftçi İSM Baku (II) | 2:1      | 0:2       |

## Achtelfinale
Teilnehmer: Die vier Sieger der 1. Runde und alle zwölf Erstligisten.
| Datum             |                         | Gesamt |                      | Hinspiel | Rückspiel |
| ----------------- | ----------------------- | ------ | -------------------- | -------- | --------- |
| 04.11./11.11.2009 | PFK Simurq Zaqatala (I) | 3:0    | FK Gəncə (II)        | 2:0      | 1:0       |
| 04.11./11.11.2009 | FK Olimpik-Şuvəlan (I)  | 2:1    | FK Qəbələ (I)        | 2:0      | 0:1       |
| 04.11./11.11.2009 | FK Qarabağ Ağdam (I)    | 4:0    | FK Şahdağ-Samur (II) | 4:0      | 0:0       |
| 04.11./11.11.2009 | FK Xəzər Lənkəran (I)   | 4:1    | FK Muğan Salyan (I)  | 3:1      | 1:0       |
| 04.11./11.11.2009 | FK Baku (I)             | 6:0    | Bakılı Baku PFK (II) | 6:0      | 0:0       |
| 04.11./11.11.2009 | Standard Sumqayıt (I)   | 3:1    | PFK Turan Tovuz (I)  | 3:1      | 0:0       |
| 04.11./11.11.2009 | Neftçi Baku PFK (I)     | 7:0    | Neftçi İSM Baku (II) | 5:0      | 2:0       |
| 04.11./11.11.2009 | İnter Baku (I)          | 7:2    | FK Karvan Yevlax (I) | 4:0      | 3:2       |

## Viertelfinale
| Datum             |                         | Gesamt          |                        | Hinspiel | Rückspiel |
| ----------------- | ----------------------- | --------------- | ---------------------- | -------- | --------- |
| 06.03./16.03.2010 | FK Baku (I)             | 4:2             | Standard Sumqayıt (I)  | 1:1      | 3:1       |
| 07.03./16.03.2010 | PFK Simurq Zaqatala (I) | 0:0 (2:4 i. E.) | FK Olimpik-Şuvəlan (I) | 0:0      | 0:0 n. V. |
| 07.03./17.03.2010 | FK Qarabağ Ağdam (I)    | (a)2:2(a)       | FK Xəzər Lənkəran (I)  | 2:1      | 0:1       |
| 07.03./17.03.2010 | Neftçi Baku PFK (I)     | 1:5             | İnter Baku (I)         | 0:3      | 1:2       |

## Halbfinale
| Datum             |                        | Gesamt |                       | Hinspiel | Rückspiel |
| ----------------- | ---------------------- | ------ | --------------------- | -------- | --------- |
| 27.04./05.05.2010 | FK Olimpik-Şuvəlan (I) | 2:3    | FK Xəzər Lənkəran (I) | 1:1      | 1:2       |
| 27.04./05.05.2010 | FK Baku (I)            | 3:2    | İnter Baku (I)        | 0:1      | 3:1       |

## Finale
| Paarung           | FK Xəzər Lənkəran – FK Baku |
| Ergebnis          | 1:2 n. V. (0:0, 0:0) |
| Datum             | 23. Mai 2010 |
| Stadion           | Tofiq-Bəhramov-Stadion, Baku |
| Zuschauer         | 26.000 |
| Schiedsrichter    | Elçin Məmmədov |
| Tore              | 0:1 Ernad Skulić (100.) 0:2 Aleksandar Šolić (104.) 1:2 Elvin Beqiri (120.) |
| FK Xəzər Lənkəran | Kamran Ağayev – Elvin Beqiri, Ivan Pecha, Ruslan Poladov, Devran Ayhan – Rahid Əmirquliyev, Radomir Todorow, Diego Souza (106. Alim Qurbanov), Cristian Mendigo (83. Mario Sergio Santana Souza) – Emeka Opara, Allan Lalín (62. Denis Valincov). Cheftrainer: Gjoko Hadžievski ( Nordmazedonien) |
| FK Baku           | Marko Šarlija – Stevan Bates, Alexei Savinov, Elvin Əliyev, Adnan Barakat (64. Veaceslav Sofroni) – Fábio Luís Ramin (83. Wênio), Camşid Məhərrəmov, Ernad Skulić, Aleksandar Šolić (116. Mahmud Qurbanov) – Silvino João de Carvalho, Bəxtiyar Soltanov. Cheftrainer: Cüneyt Biçer ( Türkei)     |
| Gelbe Karten      | Emeka Opara – Silvino João de Carvalho, Fábio Luís Ramin, Veaceslav Sofroni, Aleksandar Šolić |